# 美女與野獸：貝兒的心願
《美女與野獸：貝兒的心願》（英語：Beauty and the Beast: The Enchanted Christmas）是迪士尼動畫工作室於1997年11月11日發售的錄影帶首映動畫作品。為1991年上映的迪士尼第30部長篇動畫電影《美女与野兽》（Beauty and the Beast）的原創續集。由電影原班人馬配音，小茶杯阿齊（Chip）的配音改為哈利·喬·奧斯蒙。該片是由Toon Boom Technologies提供技術支持而製作的動畫影片。
台灣於1999年12月在台灣迪士尼頻道首播。錄影帶在1998年11月發行。

## 劇情
該片劇情采用回憶倒敘的方式講述貝兒當時被野獸囚禁在城堡中所過的第一個聖誕節。野獸因为是在聖誕節被遭到诅咒，所以非常不喜欢過聖誕節，但貝兒卻打算在聖誕節前夕準備聖誕派對，給野獸一個驚喜，試圖唤醒城堡失去已久的欢悦氣氛。沒想到的是心懷不軌的風管卻從中阻撓，企圖破壞貝兒的計劃，使貝兒遭到了野獸的反對。最終贝兒為了完成心願，凭着永不言败的信念，令野獸重享聖誕節的温馨，讓他領悟到聖誕節的真正意義。

## 配音員
| 配音                 | 配音                          | 配音                          | 角色                   |
| 英語                 | 國語                          | 粵語                          | 角色                   |
| -------------------- | ----------------------------- | ----------------------------- | ---------------------- |
| 佩吉·奥哈拉          | 侯炳瑩（對白） 馬毓芬（唱歌） | 郭碧珍（對白） 楊淑貞（唱歌） | 貝兒（Belle）          |
| 罗比·本森            | 杜德勳                        | 高翰文                        | 野獸（Beast）          |
| 杰里·奥尔巴赫        | 姜先誠                        | 葉振邦（對白） 梁灼彬（唱歌） | 盧米亞（Lumiere）      |
| 戴维·奥格登·施蒂尔斯 | 胡大衛（對白） 謝文德（唱歌） | 吳錦源                        | 葛士華（Cogsworth）    |
| 保罗·鲁本斯          | 孫中台                        | 羅君左                        | 短笛（Fife）           |
| 安吉拉·蘭斯伯里      | 崔幗夫                        | 陳麗卿                        | 茶煲太太（Mrs. Potts） |
| 贝尔纳黛特·彼得斯    | 李直平（對白） 莊惠如（唱歌） | 曾佩儀（對白） 曹潔敏（唱歌） | 安潔莉（Angelique）    |
| 蒂姆·克里            | 康殿宏（對白） 龍样輝（唱歌） | 龔國強（對白） 金培達（唱歌） | 風管（Maestro Forte）  |
| 哈利·喬·奧斯蒙       | 陳若甄                        | 張裕東                        | 阿齊（Chip）           |
| 杰夫·本内特          | 孫德成                        | 李忠強                        | 斧頭（Axe）            |

## 台灣配音譯製人員
- 導演：王景平、王彬
- 翻譯：洪紫晶
- 音樂指揮：謝文德
- 填詞：王景平
- 監製：Dennis Chau
- 製作：景平工作室
- 錄音室：景平工作室
- 中文版監製：DISNEY CHARACTER VOICES INTERNATIONAL, INC.

## 外部連結
- 美女與野獸：貝兒的心願 - 迪士尼電影版卡通 （页面存档备份，存于）（繁體中文）
- 美女與野獸：貝兒的心願 - 迪士尼電影資料庫 （页面存档备份，存于）（繁體中文）
- 互联网电影数据库（IMDb）上《美女與野獸：貝兒的心願》的资料（英文）
- 豆瓣电影上《美女與野獸：貝兒的心願》的資料 （简体中文）
- AllMovie上《美女與野獸：貝兒的心願》的资料（英文）
- 爛番茄上《美女與野獸：貝兒的心願》的資料（英文）